# Clàssica de Sant Sebastià 2019
La Clàssica de Sant Sebastià 2019 va ser la 39a edició de la Clàssica de Sant Sebastià i es disputà el dissabte 3 d'agost de 2019 a Euskadi sobre un recorregut de 227,3 quilòmetres. La cursa començà i acabà a Sant Sebastià i formava part de l'UCI World Tour 2019.
El vencedor final fou jove ciclista belga, de tan sols 19 anys, Remco Evenepoel (Deceuninck-Quick Step), que s'imposà en solitari després de protagonitzar una espectacular escapada en els darrers quilòmetres de la cursa. Greg Van Avermaet (CCC Team) i Marc Hirschi (Team Sunweb) completaren el podi.

## Equips
20 equips participen en aquesta edició de la Clàssica de Sant Sebastià, els 18 equips World Tour i quatre equips continentals professionals:
| WorldTeams (18)- Deceuninck-Quick Step - AG2R La Mondiale - Astana - Bora-hansgrohe - CCC Team - EF Education First - Groupama-FDJ - Ineos - Lotto Soudal - Movistar Team - Mitchelton-Scott - Team Sunweb - Bahrain-Merida - Dimension Data - Trek-Segafredo - Team Jumbo-Visma - Katusha-Alpecin - UAE Team Emirates Equips continentals professionals (4)- Burgos-BH - Caja Rural-Seguros RGA - Cofidis, Solutions Crédits - Euskadi Basque Country-Murias |
| |

## Classificació final
| \| Classificació general \| Classificació general \| Classificació general \| Classificació general \| Classificació general \| \| Corredor \| Corredor \| Equip \| Temps \| \| \| --------------------- \| --------------------------- \| --------------------- \| --------------------- \| --------------------- \| \| 1r \| Remco Evenepoel \| Deceuninck-Quick Step \| 5h 44' 27" \| \| \| 2n \| Greg Van Avermaet \| CCC Team \| + 38" \| \| \| 3r \| Marc Hirschi \| Team Sunweb \| + 38" \| \| \| 4t \| Gorka Izagirre Insausti \| Astana \| + 38" \| \| \| 5è \| Bauke Mollema \| Trek-Segafredo \| + 38" \| \| \| 6è \| Patrick Konrad \| Bora-Hansgrohe \| + 38" \| \| \| 7è \| Jelle Vanendert \| Lotto-Soudal \| + 38" \| \| \| 8è \| Enric Mas Nicolau \| Deceuninck-Quick Step \| + 38" \| \| \| 9è \| Michael Woods \| EF Education First \| + 38" \| \| \| 10è \| Alejandro Valverde Belmonte \| Movistar Team \| + 38" \| \| |                             |                       |            |
| |                             |                       |            |
| Font: ProCyclingStats |                             |                       |            |
| Classificació general |                             |                       |            |
| Corredor | Corredor                    | Equip                 | Temps      |
| 1r | Remco Evenepoel             | Deceuninck-Quick Step | 5h 44' 27" |
| 2n | Greg Van Avermaet           | CCC Team              | + 38"      |
| 3r | Marc Hirschi                | Team Sunweb           | + 38"      |
| 4t | Gorka Izagirre Insausti     | Astana                | + 38"      |
| 5è | Bauke Mollema               | Trek-Segafredo        | + 38"      |
| 6è | Patrick Konrad              | Bora-Hansgrohe        | + 38"      |
| 7è | Jelle Vanendert             | Lotto-Soudal          | + 38"      |
| 8è | Enric Mas Nicolau           | Deceuninck-Quick Step | + 38"      |
| 9è | Michael Woods               | EF Education First    | + 38"      |
| 10è | Alejandro Valverde Belmonte | Movistar Team         | + 38"      |

## Llista de participants
| Deceuninck-Quick Step DQT | Deceuninck-Quick Step DQT   | Deceuninck-Quick Step DQT |
| ------------------------- | --------------------------- | ------------------------- |
| Núm                       | Ciclista                    | Pos                       |
| 1                         | Julian Alaphilippe (FRA)    | DNF                       |
| 2                         | Eros Capecchi (ITA)         | DNF                       |
| 3                         | Tim Declercq (BEL)          | DNF                       |
| 4                         | Dries Devenyns (BEL)        | 26è                       |
| 5                         | Remco Evenepoel (BEL)       | 1r                        |
| 6                         | Mikkel Frølich Honoré (DEN) | 40è                       |
| 7                         | Enric Mas Nicolau (ESP)     | 8è                        |

| AG2R La Mondiale ALM | AG2R La Mondiale ALM         | AG2R La Mondiale ALM |
| -------------------- | ---------------------------- | -------------------- |
| Núm                  | Ciclista                     | Pos                  |
| 11                   | Tony Gallopin (FRA)          | 35è                  |
| 12                   | François Bidard (FRA)        | 68è                  |
| 13                   | Aurélien Paret-Peintre (FRA) | 50è                  |
| 14                   | Hubert Dupont (FRA)          | DNF                  |
| 15                   | Jaakko Hänninen (FIN)        | 46è                  |
| 16                   | Nans Peters (FRA)            | 63è                  |
| 17                   | Lawrence Warbasse (USA)      | 42è                  |

| Astana AST | Astana AST                          | Astana AST |
| ---------- | ----------------------------------- | ---------- |
| Núm        | Ciclista                            | Pos        |
| 21         | Gorka Izagirre Insausti (ESP)       | 4t         |
| 22         | Peio Bilbao López de Armentia (ESP) | 19è        |
| 23         | Davide Ballerini (ITA)              | DNF        |
| 24         | Omar Fraile Matarranz (ESP)         | 34è        |
| 25         | Jonas Gregaard Wilsly (DEN)         | 73è        |
| 26         | Jandos Bijiguitov (KAZ)             | DNF        |
| 27         | Davide Villella (ITA)               | 47è        |

| Bora-Hansgrohe BOH | Bora-Hansgrohe BOH          | Bora-Hansgrohe BOH |
| ------------------ | --------------------------- | ------------------ |
| Núm                | Ciclista                    | Pos                |
| 31                 | Patrick Konrad (AUT) (ruta) | 6è                 |
| 32                 | Oscar Gatto (ITA)           | DNF                |
| 33                 | Felix Großschartner (AUT)   | DNF                |
| 34                 | Jay McCarthy (AUS)          | 51è                |
| 35                 | Gregor Mühlberger (AUT)     | 22è                |
| 36                 | Christoph Pfingsten (GER)   | DNF                |
| 37                 | Daniel Oss (ITA)            | DNF                |

| CCC Team CCC | CCC Team CCC                      | CCC Team CCC |
| ------------ | --------------------------------- | ------------ |
| Núm          | Ciclista                          | Pos          |
| 41           | Greg Van Avermaet (BEL)           | 2n           |
| 42           | William Barta (USA)               | DNF          |
| 43           | Josef Černý (CZE)                 | DNF          |
| 44           | Víctor de la Parte González (ESP) | 64è          |
| 45           | Joey Rosskopf (USA)               | 54è          |
| 46           | Patrick Bevin (NZL)               | DNF          |
| 47           | Riccardo Zoidl (AUT)              | 56è          |

| EF Education First EF1 | EF Education First EF1               | EF Education First EF1 |
| ---------------------- | ------------------------------------ | ---------------------- |
| Núm                    | Ciclista                             | Pos                    |
| 51                     | Simon Clarke (AUS)                   | 20è                    |
| 52                     | Jonathan Caicedo Cepeda (ECU) (ruta) | 33è                    |
| 53                     | Hugh Carthy (GBR)                    | 14è                    |
| 54                     | Joe Dombrowski (USA)                 | DNF                    |
| 55                     | Alex Howes (USA) (ruta)              | DNF                    |
| 56                     | James Whelan (AUS)                   | DNF                    |
| 57                     | Michael Woods (CAN)                  | 9è                     |

| Groupama-FDJ GFC | Groupama-FDJ GFC        | Groupama-FDJ GFC |
| ---------------- | ----------------------- | ---------------- |
| Núm              | Ciclista                | Pos              |
| 61               | Rudy Molard (FRA)       | 12è              |
| 62               | David Gaudu (FRA)       | DNF              |
| 63               | Kevin Geniets (LUX)     | DNF              |
| 64               | Tobias Ludvigsson (SWE) | DNF              |
| 65               | Valentin Madouas (FRA)  | 21è              |
| 66               | Miles Scotson (AUS)     | DNF              |
| 67               | Anthony Roux (FRA)      | 27è              |

| Team Ineos INS | Team Ineos INS                     | Team Ineos INS |
| -------------- | ---------------------------------- | -------------- |
| Núm            | Ciclista                           | Pos            |
| 71             | Egan Bernal Gómez (COL)            | DNF            |
| 72             | Jonathan Castroviejo Nicolás (ESP) | 31è            |
| 73             | Edward Dunbar (IRL)                | 15è            |
| 74             | Kenny Elissonde (FRA)              | 52è            |
| 75             | Wout Poels (NED)                   | DNF            |
| 76             | David de la Cruz Melgarejo (ESP)   | DNF            |
| 77             | Iván Ramiro Sosa Cuervo (COL)      | DNF            |

| Lotto-Soudal LTS | Lotto-Soudal LTS         | Lotto-Soudal LTS |
| ---------------- | ------------------------ | ---------------- |
| Núm              | Ciclista                 | Pos              |
| 81               | Tim Wellens (BEL)        | DNF              |
| 82               | Tiesj Benoot (BEL)       | DNF              |
| 83               | Jens Keukeleire (BEL)    | 43è              |
| 84               | Rémy Mertz (BEL)         | DNF              |
| 85               | Maxime Monfort (BEL)     | DNF              |
| 86               | Tosh Van der Sande (BEL) | DNF              |
| 87               | Jelle Vanendert (BEL)    | 7è               |

| Movistar Team MOV | Movistar Team MOV                        | Movistar Team MOV |
| ----------------- | ---------------------------------------- | ----------------- |
| Núm               | Ciclista                                 | Pos               |
| 91                | Mikel Landa Meana (ESP)                  | DNF               |
| 92                | Andrey Amador Bikkazakova (CRC)          | 62è               |
| 93                | Jorge Arcas (ESP)                        | DNF               |
| 94                | Antonio Pedrero López (ESP)              | 61è               |
| 95                | Héctor Carretero Milla (ESP)             | DNF               |
| 96                | Alejandro Valverde Belmonte (ESP) (ruta) | 10è               |
| 97                | Carlos Verona Quintanilla (ESP)          | DNF               |

| Mitchelton-Scott MTS | Mitchelton-Scott MTS   | Mitchelton-Scott MTS |
| -------------------- | ---------------------- | -------------------- |
| Núm                  | Ciclista               | Pos                  |
| 101                  | Adam Yates (GBR)       | DNF                  |
| 102                  | Brent Bookwalter (USA) | 23è                  |
| 103                  | Luke Durbridge (AUS)   | DNF                  |
| 104                  | Dion Smith (NZL)       | 45è                  |
| 105                  | Callum Scotson (AUS)   | DNF                  |
| 106                  | Lucas Hamilton (AUS)   | 24è                  |
| 107                  | Simon Yates (GBR)      | DNF                  |

| Team Sunweb SUN | Team Sunweb SUN           | Team Sunweb SUN |
| --------------- | ------------------------- | --------------- |
| Núm             | Ciclista                  | Pos             |
| 111             | Nicolas Roche (IRL)       | 59è             |
| 112             | Johannes Fröhlinger (GER) | 66è             |
| 113             | Jan Bakelants (BEL)       | 44è             |
| 114             | Marc Hirschi (SUI)        | 3r              |
| 115             | Chad Haga (USA)           | DNF             |
| 116             | Florian Stork (GER)       | DNF             |
| 117             | Louis Vervaeke (BEL)      | DNF             |

| Bahrain-Merida TBM | Bahrain-Merida TBM        | Bahrain-Merida TBM |
| ------------------ | ------------------------- | ------------------ |
| Núm                | Ciclista                  | Pos                |
| 121                | Iván García Cortina (ESP) | DNF                |
| 122                | Valerio Agnoli (ITA)      | DNF                |
| 123                | Grega Bole (SLO)          | DNF                |
| 124                | Meiyin Wang (CHN)         | DNF                |
| 125                | Andrea Garosio (ITA)      | DNF                |
| 126                | Antonio Nibali (ITA)      | DNF                |
| 127                | Mark Padun (UKR)          | 18è                |

| Dimension Data TDD | Dimension Data TDD               | Dimension Data TDD |
| ------------------ | -------------------------------- | ------------------ |
| Núm                | Ciclista                         | Pos                |
| 131                | Roman Kreuziger (CZE)            | 17è                |
| 132                | Nicholas Dlamini (RSA)           | DNF                |
| 133                | Amanuel Gebrezgabihier (ERI)     | DNF                |
| 134                | Jacques Janse van Rensburg (RSA) | 79è                |
| 135                | Scott Davies (GBR)               | DNF                |
| 136                | Louis Meintjes (RSA)             | 58è                |
| 137                | Danilo Wyss (SUI)                | DNF                |

| Trek-Segafredo TFS | Trek-Segafredo TFS           | Trek-Segafredo TFS |
| ------------------ | ---------------------------- | ------------------ |
| Núm                | Ciclista                     | Pos                |
| 141                | Bauke Mollema (NED)          | 5è                 |
| 142                | Julien Bernard (FRA)         | 30è                |
| 143                | Giulio Ciccone (ITA)         | 11è                |
| 144                | Niklas Eg (DEN)              | 65è                |
| 145                | Fabio Felline (ITA)          | DNF                |
| 146                | Markel Irizar Aranburu (ESP) | 75è                |
| 147                | Toms Skujiņš (LAT) (ruta)    | 13è                |

| Team Jumbo-Visma TJV | Team Jumbo-Visma TJV    | Team Jumbo-Visma TJV |
| -------------------- | ----------------------- | -------------------- |
| Núm                  | Ciclista                | Pos                  |
| 152                  | Koen Bouwman (NED)      | 78è                  |
| 153                  | Laurens De Plus (BEL)   | DNF                  |
| 154                  | Floris De Tier (BEL)    | 38è                  |
| 155                  | Sepp Kuss (USA)         | 25è                  |
| 156                  | Bert-Jan Lindeman (NED) | DNF                  |
| 157                  | Paul Martens (GER)      | DNF                  |

| Katusha-Alpecin TKA | Katusha-Alpecin TKA         | Katusha-Alpecin TKA |
| ------------------- | --------------------------- | ------------------- |
| Núm                 | Ciclista                    | Pos                 |
| 161                 | Ilnur Zakarin (RUS)         | DNF                 |
| 162                 | José Gonçalves Maciel (POR) | DNF                 |
| 163                 | Ruben Guerreiro (POR)       | 55è                 |
| 164                 | Steff Cras (BEL)            | DNF                 |
| 165                 | Viatxeslav Kuznetsov (RUS)  | DNF                 |
| 166                 | Willie Smit (RSA)           | 67è                 |

| UAE Team Emirates UAD | UAE Team Emirates UAD            | UAE Team Emirates UAD |
| --------------------- | -------------------------------- | --------------------- |
| Núm                   | Ciclista                         | Pos                   |
| 171                   | Daniel Martin (IRL)              | 32è                   |
| 172                   | Rui Alberto Faria da Costa (POR) | 49è                   |
| 173                   | Sebastián Molano Benavides (COL) | DNF                   |
| 174                   | Tadej Pogačar (SLO)              | DNF                   |
| 175                   | Jan Polanc (SLO)                 | 53è                   |
| 176                   | Aliaksandr Rabuixenka (BLR)      | 71è                   |
| 177                   | Rory Sutherland (AUS)            | DNF                   |

| Burgos-BH BBH | Burgos-BH BBH               | Burgos-BH BBH |
| ------------- | --------------------------- | ------------- |
| Núm           | Ciclista                    | Pos           |
| 181           | Ángel Madrazo Ruiz (ESP)    | DNF           |
| 182           | Jetse Bol (NED)             | 76è           |
| 183           | Jorge Cubero (ESP)          | DNF           |
| 184           | Jesús Ezquerra (ESP)        | DNF           |
| 185           | José Fernandes (POR)        | DNF           |
| 186           | Diego Rubio Hernández (ESP) | 77è           |
| 187           | Nicolas Sessler (BRA)       | 81è           |

| Caja Rural-Seguros RGA CJR | Caja Rural-Seguros RGA CJR      | Caja Rural-Seguros RGA CJR |
| -------------------------- | ------------------------------- | -------------------------- |
| Núm                        | Ciclista                        | Pos                        |
| 191                        | Alexander Aranburu Deba (ESP)   | 39è                        |
| 192                        | Serguei Txernetski (RUS)        | 28è                        |
| 193                        | Jon Irisarri (ESP)              | DNF                        |
| 194                        | Jonathan Lastra Martínez (ESP)  | 36è                        |
| 195                        | Joel Nicolau Beltran (ESP)      | 80è                        |
| 196                        | Cristián Rodríguez Martín (ESP) | 57è                        |
| 197                        | Gonzalo Serrano Rodríguez (ESP) | 60è                        |

| Cofidis, Solutions Crédits COF | Cofidis, Solutions Crédits COF | Cofidis, Solutions Crédits COF |
| ------------------------------ | ------------------------------ | ------------------------------ |
| Núm                            | Ciclista                       | Pos                            |
| 201                            | Stéphane Rossetto (FRA)        | 48è                            |
| 202                            | Pierre-Luc Périchon (FRA)      | DNF                            |
| 203                            | Geoffrey Soupe (FRA)           | DNF                            |
| 204                            | Damien Touzé (FRA)             | 74è                            |
| 205                            | Cyril Lemoine (FRA)            | DNF                            |
| 206                            | Anthony Perez (FRA)            | 29è                            |
| 207                            | Julien Simon (FRA)             | 16è                            |

| Euskadi Basque Country-Murias EUS | Euskadi Basque Country-Murias EUS  | Euskadi Basque Country-Murias EUS |
| --------------------------------- | ---------------------------------- | --------------------------------- |
| Núm                               | Ciclista                           | Pos                               |
| 211                               | Óscar Rodríguez Garaicoechea (ESP) | 37è                               |
| 212                               | Aritz Bagües (ESP)                 | DNF                               |
| 213                               | Fernando Barceló Aragón (ESP)      | 69è                               |
| 214                               | Cyril Barthe (FRA)                 | 72è                               |
| 215                               | Ander Barrenetxea (ESP)            | DNF                               |
| 216                               | Garikoitz Bravo Oiarbide (ESP)     | 70è                               |
| 217                               | Mikel Iturria Segurola (ESP)       | 41è                               |

| Deceuninck-Quick Step DQT | Deceuninck-Quick Step DQT   | Deceuninck-Quick Step DQT |
| ------------------------- | --------------------------- | ------------------------- |
| Núm                       | Ciclista                    | Pos                       |
| 1                         | Julian Alaphilippe (FRA)    | DNF                       |
| 2                         | Eros Capecchi (ITA)         | DNF                       |
| 3                         | Tim Declercq (BEL)          | DNF                       |
| 4                         | Dries Devenyns (BEL)        | 26è                       |
| 5                         | Remco Evenepoel (BEL)       | 1r                        |
| 6                         | Mikkel Frølich Honoré (DEN) | 40è                       |
| 7                         | Enric Mas Nicolau (ESP)     | 8è                        |

| AG2R La Mondiale ALM | AG2R La Mondiale ALM         | AG2R La Mondiale ALM |
| -------------------- | ---------------------------- | -------------------- |
| Núm                  | Ciclista                     | Pos                  |
| 11                   | Tony Gallopin (FRA)          | 35è                  |
| 12                   | François Bidard (FRA)        | 68è                  |
| 13                   | Aurélien Paret-Peintre (FRA) | 50è                  |
| 14                   | Hubert Dupont (FRA)          | DNF                  |
| 15                   | Jaakko Hänninen (FIN)        | 46è                  |
| 16                   | Nans Peters (FRA)            | 63è                  |
| 17                   | Lawrence Warbasse (USA)      | 42è                  |

| Astana AST | Astana AST                          | Astana AST |
| ---------- | ----------------------------------- | ---------- |
| Núm        | Ciclista                            | Pos        |
| 21         | Gorka Izagirre Insausti (ESP)       | 4t         |
| 22         | Peio Bilbao López de Armentia (ESP) | 19è        |
| 23         | Davide Ballerini (ITA)              | DNF        |
| 24         | Omar Fraile Matarranz (ESP)         | 34è        |
| 25         | Jonas Gregaard Wilsly (DEN)         | 73è        |
| 26         | Jandos Bijiguitov (KAZ)             | DNF        |
| 27         | Davide Villella (ITA)               | 47è        |

| Bora-Hansgrohe BOH | Bora-Hansgrohe BOH          | Bora-Hansgrohe BOH |
| ------------------ | --------------------------- | ------------------ |
| Núm                | Ciclista                    | Pos                |
| 31                 | Patrick Konrad (AUT) (ruta) | 6è                 |
| 32                 | Oscar Gatto (ITA)           | DNF                |
| 33                 | Felix Großschartner (AUT)   | DNF                |
| 34                 | Jay McCarthy (AUS)          | 51è                |
| 35                 | Gregor Mühlberger (AUT)     | 22è                |
| 36                 | Christoph Pfingsten (GER)   | DNF                |
| 37                 | Daniel Oss (ITA)            | DNF                |

| CCC Team CCC | CCC Team CCC                      | CCC Team CCC |
| ------------ | --------------------------------- | ------------ |
| Núm          | Ciclista                          | Pos          |
| 41           | Greg Van Avermaet (BEL)           | 2n           |
| 42           | William Barta (USA)               | DNF          |
| 43           | Josef Černý (CZE)                 | DNF          |
| 44           | Víctor de la Parte González (ESP) | 64è          |
| 45           | Joey Rosskopf (USA)               | 54è          |
| 46           | Patrick Bevin (NZL)               | DNF          |
| 47           | Riccardo Zoidl (AUT)              | 56è          |

| EF Education First EF1 | EF Education First EF1               | EF Education First EF1 |
| ---------------------- | ------------------------------------ | ---------------------- |
| Núm                    | Ciclista                             | Pos                    |
| 51                     | Simon Clarke (AUS)                   | 20è                    |
| 52                     | Jonathan Caicedo Cepeda (ECU) (ruta) | 33è                    |
| 53                     | Hugh Carthy (GBR)                    | 14è                    |
| 54                     | Joe Dombrowski (USA)                 | DNF                    |
| 55                     | Alex Howes (USA) (ruta)              | DNF                    |
| 56                     | James Whelan (AUS)                   | DNF                    |
| 57                     | Michael Woods (CAN)                  | 9è                     |

| Groupama-FDJ GFC | Groupama-FDJ GFC        | Groupama-FDJ GFC |
| ---------------- | ----------------------- | ---------------- |
| Núm              | Ciclista                | Pos              |
| 61               | Rudy Molard (FRA)       | 12è              |
| 62               | David Gaudu (FRA)       | DNF              |
| 63               | Kevin Geniets (LUX)     | DNF              |
| 64               | Tobias Ludvigsson (SWE) | DNF              |
| 65               | Valentin Madouas (FRA)  | 21è              |
| 66               | Miles Scotson (AUS)     | DNF              |
| 67               | Anthony Roux (FRA)      | 27è              |

| Team Ineos INS | Team Ineos INS                     | Team Ineos INS |
| -------------- | ---------------------------------- | -------------- |
| Núm            | Ciclista                           | Pos            |
| 71             | Egan Bernal Gómez (COL)            | DNF            |
| 72             | Jonathan Castroviejo Nicolás (ESP) | 31è            |
| 73             | Edward Dunbar (IRL)                | 15è            |
| 74             | Kenny Elissonde (FRA)              | 52è            |
| 75             | Wout Poels (NED)                   | DNF            |
| 76             | David de la Cruz Melgarejo (ESP)   | DNF            |
| 77             | Iván Ramiro Sosa Cuervo (COL)      | DNF            |

| Lotto-Soudal LTS | Lotto-Soudal LTS         | Lotto-Soudal LTS |
| ---------------- | ------------------------ | ---------------- |
| Núm              | Ciclista                 | Pos              |
| 81               | Tim Wellens (BEL)        | DNF              |
| 82               | Tiesj Benoot (BEL)       | DNF              |
| 83               | Jens Keukeleire (BEL)    | 43è              |
| 84               | Rémy Mertz (BEL)         | DNF              |
| 85               | Maxime Monfort (BEL)     | DNF              |
| 86               | Tosh Van der Sande (BEL) | DNF              |
| 87               | Jelle Vanendert (BEL)    | 7è               |

| Movistar Team MOV | Movistar Team MOV                        | Movistar Team MOV |
| ----------------- | ---------------------------------------- | ----------------- |
| Núm               | Ciclista                                 | Pos               |
| 91                | Mikel Landa Meana (ESP)                  | DNF               |
| 92                | Andrey Amador Bikkazakova (CRC)          | 62è               |
| 93                | Jorge Arcas (ESP)                        | DNF               |
| 94                | Antonio Pedrero López (ESP)              | 61è               |
| 95                | Héctor Carretero Milla (ESP)             | DNF               |
| 96                | Alejandro Valverde Belmonte (ESP) (ruta) | 10è               |
| 97                | Carlos Verona Quintanilla (ESP)          | DNF               |

| Mitchelton-Scott MTS | Mitchelton-Scott MTS   | Mitchelton-Scott MTS |
| -------------------- | ---------------------- | -------------------- |
| Núm                  | Ciclista               | Pos                  |
| 101                  | Adam Yates (GBR)       | DNF                  |
| 102                  | Brent Bookwalter (USA) | 23è                  |
| 103                  | Luke Durbridge (AUS)   | DNF                  |
| 104                  | Dion Smith (NZL)       | 45è                  |
| 105                  | Callum Scotson (AUS)   | DNF                  |
| 106                  | Lucas Hamilton (AUS)   | 24è                  |
| 107                  | Simon Yates (GBR)      | DNF                  |

| Team Sunweb SUN | Team Sunweb SUN           | Team Sunweb SUN |
| --------------- | ------------------------- | --------------- |
| Núm             | Ciclista                  | Pos             |
| 111             | Nicolas Roche (IRL)       | 59è             |
| 112             | Johannes Fröhlinger (GER) | 66è             |
| 113             | Jan Bakelants (BEL)       | 44è             |
| 114             | Marc Hirschi (SUI)        | 3r              |
| 115             | Chad Haga (USA)           | DNF             |
| 116             | Florian Stork (GER)       | DNF             |
| 117             | Louis Vervaeke (BEL)      | DNF             |

| Bahrain-Merida TBM | Bahrain-Merida TBM        | Bahrain-Merida TBM |
| ------------------ | ------------------------- | ------------------ |
| Núm                | Ciclista                  | Pos                |
| 121                | Iván García Cortina (ESP) | DNF                |
| 122                | Valerio Agnoli (ITA)      | DNF                |
| 123                | Grega Bole (SLO)          | DNF                |
| 124                | Meiyin Wang (CHN)         | DNF                |
| 125                | Andrea Garosio (ITA)      | DNF                |
| 126                | Antonio Nibali (ITA)      | DNF                |
| 127                | Mark Padun (UKR)          | 18è                |

| Dimension Data TDD | Dimension Data TDD               | Dimension Data TDD |
| ------------------ | -------------------------------- | ------------------ |
| Núm                | Ciclista                         | Pos                |
| 131                | Roman Kreuziger (CZE)            | 17è                |
| 132                | Nicholas Dlamini (RSA)           | DNF                |
| 133                | Amanuel Gebrezgabihier (ERI)     | DNF                |
| 134                | Jacques Janse van Rensburg (RSA) | 79è                |
| 135                | Scott Davies (GBR)               | DNF                |
| 136                | Louis Meintjes (RSA)             | 58è                |
| 137                | Danilo Wyss (SUI)                | DNF                |

| Trek-Segafredo TFS | Trek-Segafredo TFS           | Trek-Segafredo TFS |
| ------------------ | ---------------------------- | ------------------ |
| Núm                | Ciclista                     | Pos                |
| 141                | Bauke Mollema (NED)          | 5è                 |
| 142                | Julien Bernard (FRA)         | 30è                |
| 143                | Giulio Ciccone (ITA)         | 11è                |
| 144                | Niklas Eg (DEN)              | 65è                |
| 145                | Fabio Felline (ITA)          | DNF                |
| 146                | Markel Irizar Aranburu (ESP) | 75è                |
| 147                | Toms Skujiņš (LAT) (ruta)    | 13è                |

| Team Jumbo-Visma TJV | Team Jumbo-Visma TJV    | Team Jumbo-Visma TJV |
| -------------------- | ----------------------- | -------------------- |
| Núm                  | Ciclista                | Pos                  |
| 152                  | Koen Bouwman (NED)      | 78è                  |
| 153                  | Laurens De Plus (BEL)   | DNF                  |
| 154                  | Floris De Tier (BEL)    | 38è                  |
| 155                  | Sepp Kuss (USA)         | 25è                  |
| 156                  | Bert-Jan Lindeman (NED) | DNF                  |
| 157                  | Paul Martens (GER)      | DNF                  |

| Katusha-Alpecin TKA | Katusha-Alpecin TKA         | Katusha-Alpecin TKA |
| ------------------- | --------------------------- | ------------------- |
| Núm                 | Ciclista                    | Pos                 |
| 161                 | Ilnur Zakarin (RUS)         | DNF                 |
| 162                 | José Gonçalves Maciel (POR) | DNF                 |
| 163                 | Ruben Guerreiro (POR)       | 55è                 |
| 164                 | Steff Cras (BEL)            | DNF                 |
| 165                 | Viatxeslav Kuznetsov (RUS)  | DNF                 |
| 166                 | Willie Smit (RSA)           | 67è                 |

| UAE Team Emirates UAD | UAE Team Emirates UAD            | UAE Team Emirates UAD |
| --------------------- | -------------------------------- | --------------------- |
| Núm                   | Ciclista                         | Pos                   |
| 171                   | Daniel Martin (IRL)              | 32è                   |
| 172                   | Rui Alberto Faria da Costa (POR) | 49è                   |
| 173                   | Sebastián Molano Benavides (COL) | DNF                   |
| 174                   | Tadej Pogačar (SLO)              | DNF                   |
| 175                   | Jan Polanc (SLO)                 | 53è                   |
| 176                   | Aliaksandr Rabuixenka (BLR)      | 71è                   |
| 177                   | Rory Sutherland (AUS)            | DNF                   |

| Burgos-BH BBH | Burgos-BH BBH               | Burgos-BH BBH |
| ------------- | --------------------------- | ------------- |
| Núm           | Ciclista                    | Pos           |
| 181           | Ángel Madrazo Ruiz (ESP)    | DNF           |
| 182           | Jetse Bol (NED)             | 76è           |
| 183           | Jorge Cubero (ESP)          | DNF           |
| 184           | Jesús Ezquerra (ESP)        | DNF           |
| 185           | José Fernandes (POR)        | DNF           |
| 186           | Diego Rubio Hernández (ESP) | 77è           |
| 187           | Nicolas Sessler (BRA)       | 81è           |

| Caja Rural-Seguros RGA CJR | Caja Rural-Seguros RGA CJR      | Caja Rural-Seguros RGA CJR |
| -------------------------- | ------------------------------- | -------------------------- |
| Núm                        | Ciclista                        | Pos                        |
| 191                        | Alexander Aranburu Deba (ESP)   | 39è                        |
| 192                        | Serguei Txernetski (RUS)        | 28è                        |
| 193                        | Jon Irisarri (ESP)              | DNF                        |
| 194                        | Jonathan Lastra Martínez (ESP)  | 36è                        |
| 195                        | Joel Nicolau Beltran (ESP)      | 80è                        |
| 196                        | Cristián Rodríguez Martín (ESP) | 57è                        |
| 197                        | Gonzalo Serrano Rodríguez (ESP) | 60è                        |

| Cofidis, Solutions Crédits COF | Cofidis, Solutions Crédits COF | Cofidis, Solutions Crédits COF |
| ------------------------------ | ------------------------------ | ------------------------------ |
| Núm                            | Ciclista                       | Pos                            |
| 201                            | Stéphane Rossetto (FRA)        | 48è                            |
| 202                            | Pierre-Luc Périchon (FRA)      | DNF                            |
| 203                            | Geoffrey Soupe (FRA)           | DNF                            |
| 204                            | Damien Touzé (FRA)             | 74è                            |
| 205                            | Cyril Lemoine (FRA)            | DNF                            |
| 206                            | Anthony Perez (FRA)            | 29è                            |
| 207                            | Julien Simon (FRA)             | 16è                            |

| Euskadi Basque Country-Murias EUS | Euskadi Basque Country-Murias EUS  | Euskadi Basque Country-Murias EUS |
| --------------------------------- | ---------------------------------- | --------------------------------- |
| Núm                               | Ciclista                           | Pos                               |
| 211                               | Óscar Rodríguez Garaicoechea (ESP) | 37è                               |
| 212                               | Aritz Bagües (ESP)                 | DNF                               |
| 213                               | Fernando Barceló Aragón (ESP)      | 69è                               |
| 214                               | Cyril Barthe (FRA)                 | 72è                               |
| 215                               | Ander Barrenetxea (ESP)            | DNF                               |
| 216                               | Garikoitz Bravo Oiarbide (ESP)     | 70è                               |
| 217                               | Mikel Iturria Segurola (ESP)       | 41è                               |